# Þorgrímur Ketilsson
Þorgrímur Ketilsson (Thorgrimur, n. 980), también Digr-Ketilsson, fue un vikingo y bóndi de Suður-Múlasýsla en Islandia. Es un personaje de la saga Eyrbyggja, y saga de Njál. Se casó con Þorgerður Hallsdóttir (n. 982), una hija de Hallur Þorsteinsson y de esa relación nació una hija, Ingveldur Þorgrímsdóttir (n. 1002).
Estaba vinculado familiarmente con Flosi Þórðarson quien le ayudó a escapar de la isla tras matar a Hallur hinn rauði, gracias a la intervención del goði Síðu-Hallur que más tarde pidió compensación a Flosi por el favor.